# Templo de Meenakshi Amman

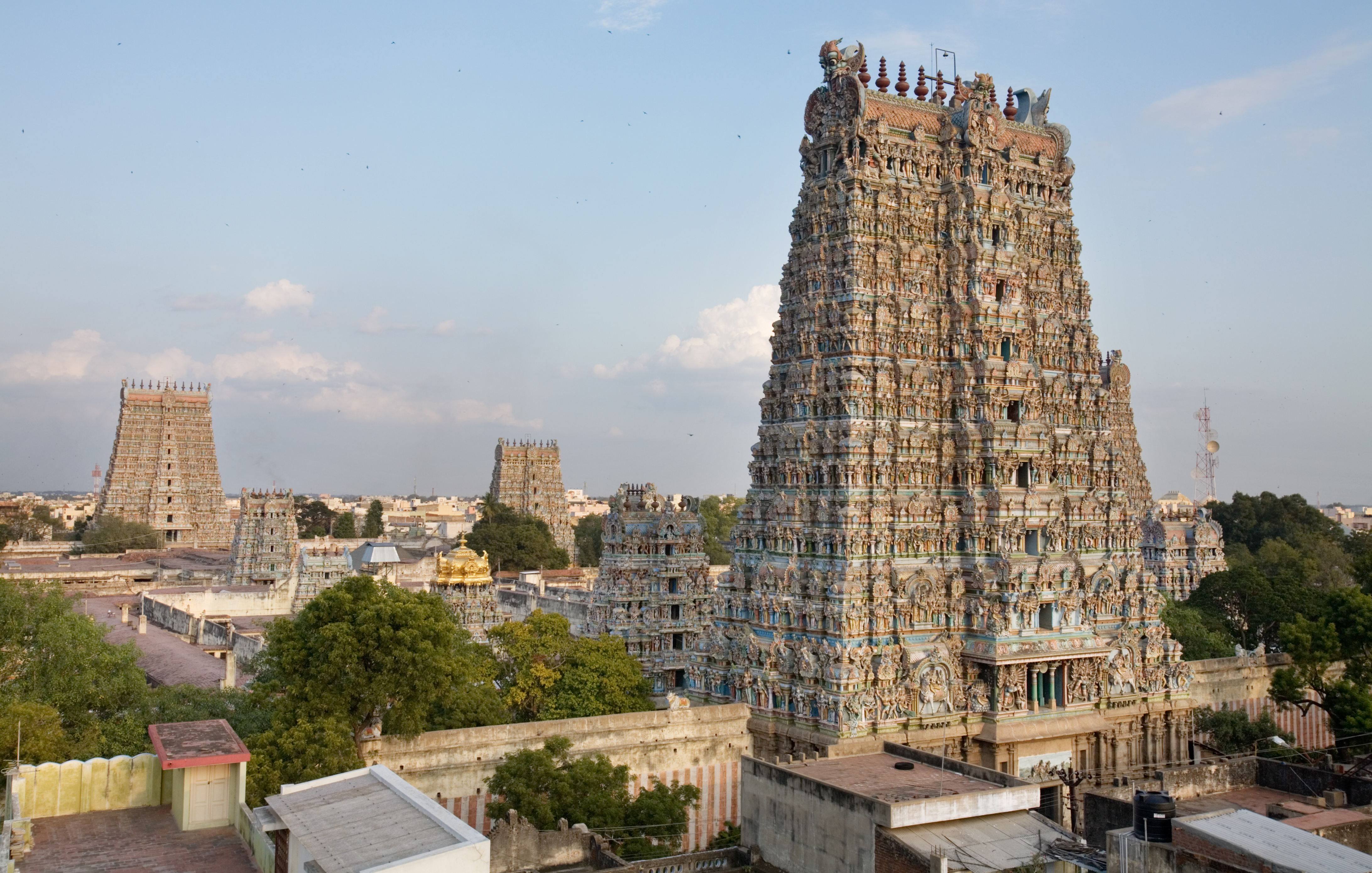
Templo de Meenakshi Amman

El templo de Meenakshi Amman es un templo ubicado en la orilla sur del río Vaigai, en la ciudad templo de Madurai, estado de Tamil Nadu, India. Está dedicado a la diosa Parvati, también conocida como Meenakshi y a su marido Shiva. Aunque está edificado sobre construcciones anteriores, la estructura actual del templo data del periodo 1623-1655. Tiene más de 33 000 estatuas.